# Baiomys taylori
Baiomys taylori es una especie de roedor de la familia Cricetidae, conocido como ratón pigmeo-norteño.

## Distribución geográfica
Se encuentra en México y Estados Unidos. 